# Souk de la Commission

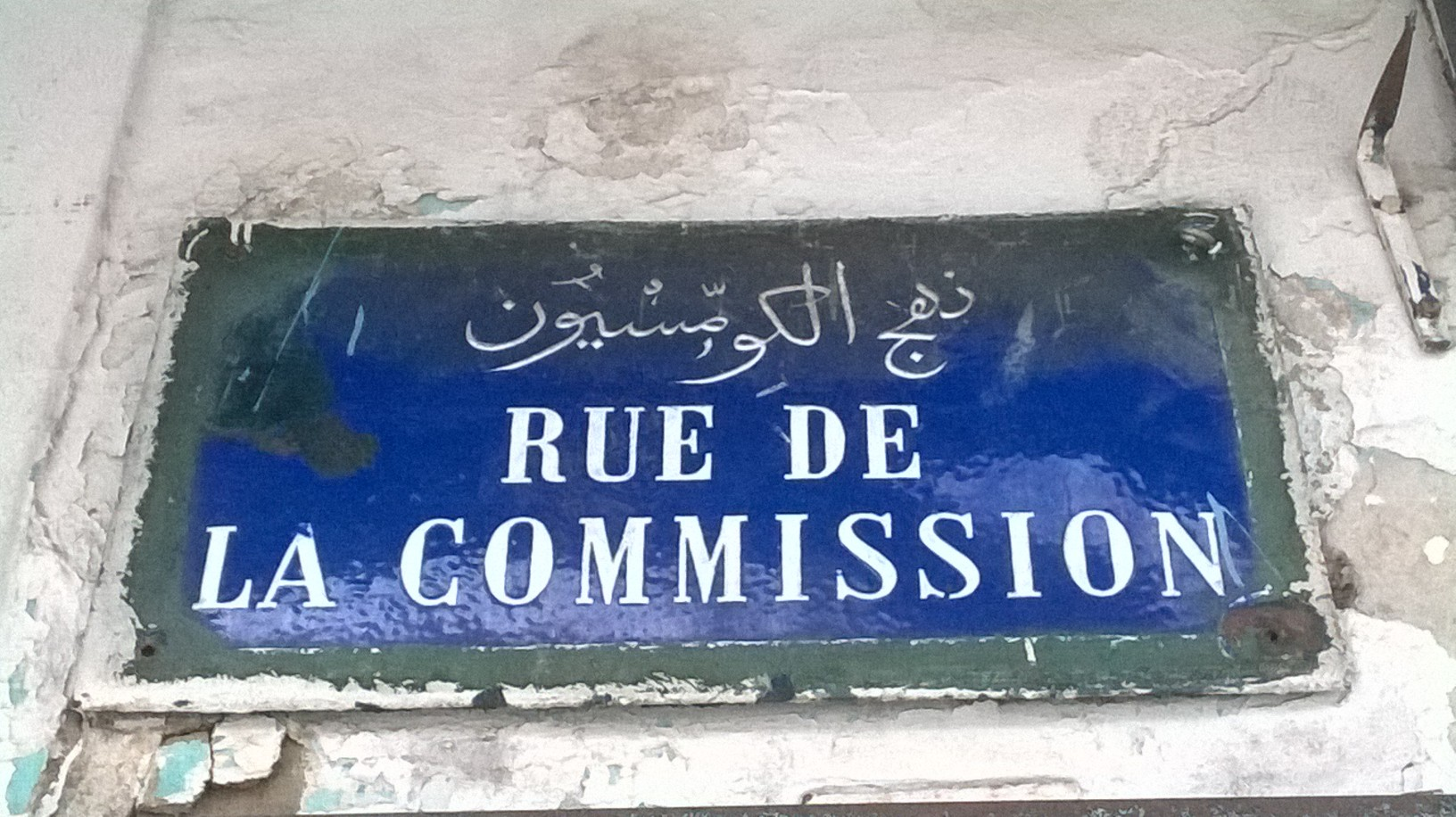
Plaque métallique indiquant la rue de la Commission, siège du souk

Le souk de la Commission (arabe : سوق الكومسيون) est l'un des souks de la médina de Tunis, spécialisé dans la vente de produits importés de Chine et d'Asie de l'Est.

## Étymologie
Il tire son nom du siège de la commission financière internationale, qui s'est chargée en 1869 de gérer la dette de la régence de Tunis avant l'installation du protectorat français en 1881. Celui-ci se trouvait sur la même rue.

## Localisation
Il se trouve dans la continuité du souk Sidi Boumendil et on peut donc y accéder à partir de ce dernier ou à partir de la place de la Victoire où se trouve Bab El Bhar, l'une des portes de la médina.